# Елліотт Картер
Елліотт Картер (англ. Elliott Cook Carter Jr.; 11 грудня 1908, Нью-Йорк — 5 листопада 2012, там само) — американський композитор оркестрової і камерної музики, а також творів для сольного інструментального та вокального виконання.

## Життєпис
Елліотт Картер закінчив Гарвардський університет за фахом «англійська мова і музика». Потім з 1932 по 1935 рік у Парижі він брав уроки в Наді Буланже, поки вчився в Вищій нормальній школі, де у 1935 році здобув докторський ступінь з музики.
Здебільшого він працював у жанрі концерту і струнного квартета. Вже в похилому віці Картер написав величезну кількість творів. В період з 90 до 103 років він видав понад 40 робіт.